# 6754 Burdenko
6754 Burdenko è un asteroide della fascia principale. Scoperto nel 1976, presenta un'orbita caratterizzata da un semiasse maggiore pari a 2,4406612 UA e da un'eccentricità di 0,1848690, inclinata di 2,47645° rispetto all'eclittica.